# شیمی‌فیزیک زیستی

ریبوزوم یک دستگاه بیولوژیکی است که با بهره‌گیری دینامیک پروتئین در مقیاس نانو به ترجمه RNA به پروتئین می‌پردازد.

شیمی‌فیزیک زیستی (به انگلیسی: Biophysical chemistry) یک زیرشاخه از علم فیزیک است که در آن از مفاهیم فیزیک و شیمی فیزیک برای مطالعه سیستم‌های بیولوژیکی استفاده می‌شود. متداول‌ترین ویژگی تحقیق در این زمینه، جستجوی توضیح در مورد پدیده‌های مختلف در سیستم‌های بیولوژیکی از نظر مولکول‌های تشکیل‌دهنده سیستم یا ساختار فوق مولکولی این سیستم‌ها است.

## تکنیک
شیمی دانان زیست‌فیزیکی از تکنیک‌های مختلفی استفاده می‌کنند که در شیمی فیزیک برای بررسی ساختار سیستم‌های بیولوژیکی استفاده می‌شود. این تکنیک‌ها شامل روشهای طیف‌سنجی مانند رزونانس مغناطیسی هسته ای (NMR) و سایر تکنیک‌ها مانند بلورشناسی پرتو ایکس و میکروسکوپ الکترونی کرایو است. برای نمونه، از زیرشاخه شیمی زیست‌فیزیکی جایزه نوبل شیمی ۲۰۰۹ به طرحی اهدا شد که بر اساس بلورشناسی پرتو ایکس از ریبوزوم بود که پایه فیزیکی عملکرد بیولوژیکی آن را نشان داد.
زمینه‌های دیگری که شیمی‌دان‌های زیست‌فیزیکی درگیر آنها می‌شوند، ساختار پروتئین و ساختار عملکردی غشاهای سلولی است. به عنوان مثال، عملکرد آنزیم را می‌توان از نظر مدل شکل جیب در مولکول پروتئین، متناسب با شکل مولکول بستر یا ساختار آن به دلیل اتصال یون‌های فلزی توضیح داد.

## کتابشناسی - فهرست کتب
- Cantor, Charles R.; Schimmel, Paul R. (1980). Biophysical Chemistry - Part I: The Conformation of Biological Macromolecules (1st ed.). W.H. Freeman & Co Ltd. ISBN 0-7167-1188-5.
- Cantor, Charles R.; Schimmel, Paul R. (1980). Biophysical Chemistry - Part II: Techniques for the Study of Biological Structure and Function (1st ed.). W.H. Freeman & Co Ltd. ISBN 0-7167-1190-7.
- Cantor, Charles R.; Schimmel, Paul R. (1980). Biophysical Chemistry - Part III: The Behavior of Biological Macromolecules (1st ed.). W.H. Freeman & Co Ltd. ISBN 0-7167-1192-3.